# Rhudara dimidiata
Rhudara dimidiata är en fjärilsart som beskrevs av Herrich-Schäffer 1856. Rhudara dimidiata ingår i släktet Rhudara och familjen tandspinnare. Inga underarter finns listade.